# Köyceğiz, İdil
Köyceğiz là một xã thuộc huyện İdil, tỉnh Şırnak, Thổ Nhĩ Kỳ. Dân số thời điểm năm 2011 là 660 người.